# Rudolf Schenker
Rudolf Schenker (* 31. srpna 1948, Hildesheim) je německý kytarista, skladatel. Je spoluzakladatel a kapelník hard rockové hudební skupiny Scorpions.

## Hudební kariéra
Jako malý byl velmi ovlivněn hudbou a kytarami, jako mnoho dětí narozených po druhé světové válce. V roce 1965 ve svých 17 letech založil společně s Wolfgangem Dzionym hudební skupinu Nameless, z níž se později stali dnešní Scorpions. V kapele hrál na kytaru a zpočátku také zpíval, ale od roku 1970, kdy Scorpions našli profesionálního zpěváka je již jen kytaristou. Právě se zpěvákem Klausem je Rudy považován za „tvořitelské“ jádro skupiny, protože většinu skladeb složili právě oni dva.
I když je sólovým kytaristou skupiny Matthias Jabs, tak některá sóla hraje i Schenker, například ve skladbách Wind Of Change, Still Loving You, Big City Nights, Through My Eyes či As Soon As The Good Times Roll.
Rudolf Schenker je tak známý používáním kytar ve tvaru véčka (Flying V), hlavně značek Gibson, Dommenget a Dean. Na DVD Acoustica můžeme dokonce vidět Rudyho hrát na akustickou kytaru ve tvaru „V“. Tuto kytaru mu speciálně vyrobila firma Dommenget, jejíž kytary používá i sólový kytarista Matthias Jabs.
Také jeho bratr Michael Schenker je kytarista a bývalý člen Scorpions.

## Nástroje
Schenker používá hlavně tyto kytary:
- elektrické: Gibson Flying V, Dean Vs, Dommenget Flying V a další,
- akustické: Dommenget, Dean a další